# Simon Gempeler
Simon Gempeler (Frutigen, 9 de mayo de 1986) es un deportista suizo que compitió en curling.
Ganó dos medallas en el Campeonato Europeo de Curling, en los años 2013 y 2014. Participó en los Juegos Olímpicos de Sochi 2014, ocupando el octavo lugar en la prueba masculina.

## Palmarés internacional
| Campeonato Europeo | Campeonato Europeo  | Campeonato Europeo | Campeonato Europeo |
| Año                | Lugar               | Medalla            | Prueba             |
| ------------------ | ------------------- | ------------------ | ------------------ |
| 2013               | Stavanger (Noruega) | Medalla de oro     | Equipo             |
| 2014               | Champéry (Suiza)    | Medalla de bronce  | Equipo             |